# Campeonato Asiático de Atletismo de 2019 - 400 m com barreiras feminino
A prova dos 400 metros com barreiras feminino do Campeonato Asiático de Atletismo de 2019 foi disputada entre os dias 21 e 22 de abril de 2019 no Estádio Internacional Khalifa em Doha, no Catar. 

## Recordes
Antes desta competição, os recordes mundiais e do campeonato nesta prova eram os seguintes:
|                       | Nome              | Nacionalidade | Tempo  | Local     | Data                   |
| --------------------- | ----------------- | ------------- | ------ | --------- | ---------------------- |
| Recorde mundial       | Yuliya Pechonkina | Rússia        | 52s 34 | Tula      | 8 de agosto de 2003    |
| Recorde do campeonato | Oluwakemi Adekoya | Bahrein       | 54s 31 | Wuhan     | 6 de junho de 2015     |
| Recorde asiático      | Han Qing          | China         | 53s 96 | Pequim    | 26 de setembro de 1993 |
| Recorde asiático      | Song Yinglan      | China         | 53s 96 | Guangzhou | 22 de novembro de 2001 |

## Medalhistas
| Ouro                | Prata                    | Bronze                |
| Quách Thị Lan (VIE) | Aminat Yusuf Jamal (BHR) | Sarita Gayakwad (IND) |

## Cronograma
Todos os horários são locais (UTC+3)
| Data        | Hora  | Evento  |
| ----------- | ----- | ------- |
| 21 de abril | 17:10 | Bateria |
| 22 de abril | 17:10 | Final   |

## Resultados

### Bateria
Qualificação: 3 atletas de cada bateria  (Q) mais os  2 melhores qualificados (q). 
| Posição | Bateria | Atleta              | Nacionalidade | Tempo   | Notas                |
| ------- | ------- | ------------------- | ------------- | ------- | -------------------- |
| 1       | 1       | Aminat Yusuf Jamal  | Bahrein       | 57.49   | Q                    |
| 2       | 2       | Quách Thị Lan       | Vietname      | 57.64   | Q                    |
| 3       | 2       | Sarita Gayakwad     | Índia         | 58.17   | Q                    |
| 4       | 1       | Arpitha Manjunatha  | Índia         | 58.20   | Q                    |
| 5       | 1       | Mo Jiadie           | China         | 58.28   | Q                    |
| 6       | 2       | Huang Yan           | China         | 58.46   | Q,                   |
| 7       | 1       | Eri Utsunomiya      | Japão         | 58.68   | q                    |
| 8       | 1       | Adelina Akhmetova   | Cazaquistão   | 59.02   | q                    |
| 9       | 2       | Kristina Pronzhenko | Tajiquistão   | 59.16   | Recorde nacional     |
| 10      | 2       | Sayaka Aoki         | Japão         | 59.43   |                      |
| 11      | 2       | Shahila Mahmoudi    | Irão          | 1:00.07 | Recorde da temporada |
| 12      | 2       | Kenza Sosse         | Catar         | 1:09.31 |                      |
| 13      | 1       | Mariam Farid        | Catar         | 1:10.33 |                      |

### Final
| Posição           | Raia | Atleta             | Nacionalidade | Tempo | Notas                |
| ----------------- | ---- | ------------------ | ------------- | ----- | -------------------- |
| Medalha de ouro   | 4    | Quách Thị Lan      | Vietname      | 56.10 | Recorde da temporada |
| Medalha de prata  | 5    | Aminat Yusuf Jamal | Bahrein       | 56.39 | Recorde da temporada |
| Medalha de bronze | 7    | Sarita Gayakwad    | Índia         | 57.22 |                      |
| 4                 | 2    | Eri Utsunomiya     | Japão         | 57.38 |                      |
| 5                 | 3    | Adelina Akhmetova  | Cazaquistão   | 57.92 | Recorde pessoal      |
| 6                 | 6    | Arpitha Manjunatha | Índia         | 58.15 |                      |
| 7                 | 8    | Huang Yan          | China         | 58.29 | Recorde da temporada |
| 8                 | 9    | Mo Jiadie          | China         | 59.20 |                      |

Legenda
| Recorde mundial       | Recorde mundial (World record)               |                       | Recorde africano                      | Recorde africano (African) |                                           | Q | Classificado por posição (Qualified) |
| Recorde do campeonato | Recorde do campeonato (Championship record)  | Recorde da América    | Recorde da América (Americas)         | q                          | Classificado por melhor tempo (Qualified) |   |                                      |
| Melhor marca do ano   | Melhor marca do ano (World leading)          | Recorde asiático      | Recorde asiático (Asian)              | DNS                        | Não largou (Did not start)                |   |                                      |
| Recorde nacional      | Recorde nacional (National record)           | Recorde europeu       | Recorde europeu (European)            | DNF                        | Não terminou (Did not finish)             |   |                                      |
| Recorde pessoal       | Recorde pessoal do atleta (Personal best)    | Recorde da Oceania    | Recorde da Oceania (Oceania)          | DSQ / DQ                   | Desclassificado (Disqualified)            |   |                                      |
| Recorde da temporada  | Recorde da temporada do atleta (Season best) | Recorde sul-americano | Recorde sul-americano (South America) | NM                         | Sem marca (No mark)                       |   |                                      |